# Суанський ліс
50°46′14″ пн. ш. 4°26′48″ сх. д. / 50.7706° пн. ш. 4.4467° сх. д.
Суанський ліс (нід. Zoniënwoud, фр. Forêt de Soignes) — ліс у центральній частині Бельгії, на південному сході від Брюсселю. Площа — 4386 га. Деревна рослинність складається на 80 % з буку і на 20 %— з дубів та шпилькових.

## Географія
Територія Суанського лісу входить до складу 3 регіонів Бельгії — приблизно 38 % лісу перебувають під наглядом Брюссельського столичного регіону, 56 % — під наглядом уряду Фламандського регіону і 6 % — під наглядом Валлонського регіону. Суаньський ліс є частиною комун Фламандського регіону Сінт-Генезіус-Роде, Хуіларт, Оверейсе, Тервюрен, комун Брюссельського столичного регіону Уккел, Ватермаль-Буафор, Одергем, Волюве-Сен-П'єр і Валлонського регіону Ла-Юльп.
Через ліс проходять кілька автомобільних шосейних доріг та залізниця.
Ґрунти й топографія лісу є реліктами часів останнього льодовикового періоду та залишаються майже незмінними протягом останніх 12000 років. Рельєф лісу є горбистим.

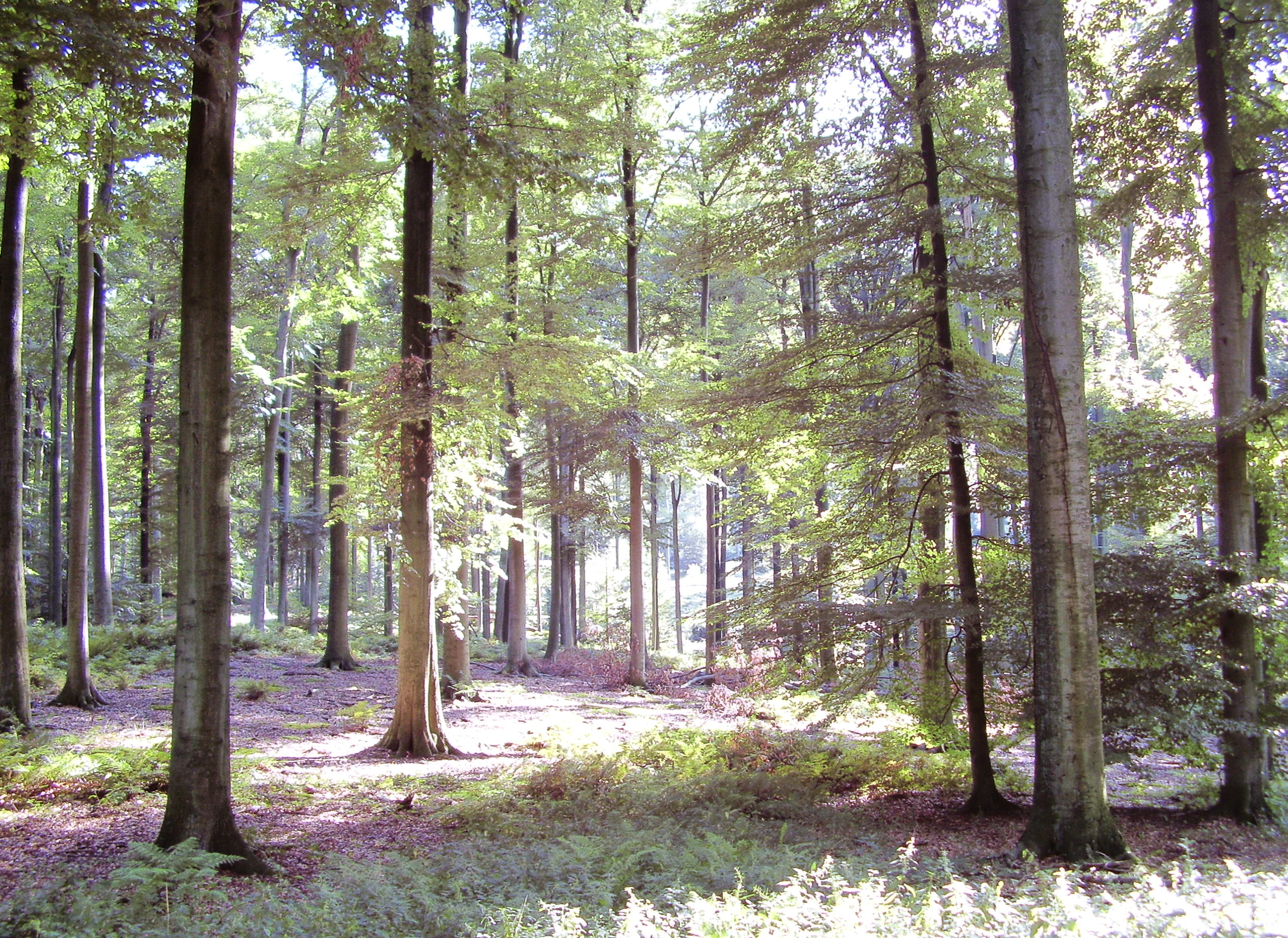
Суанський ліс.
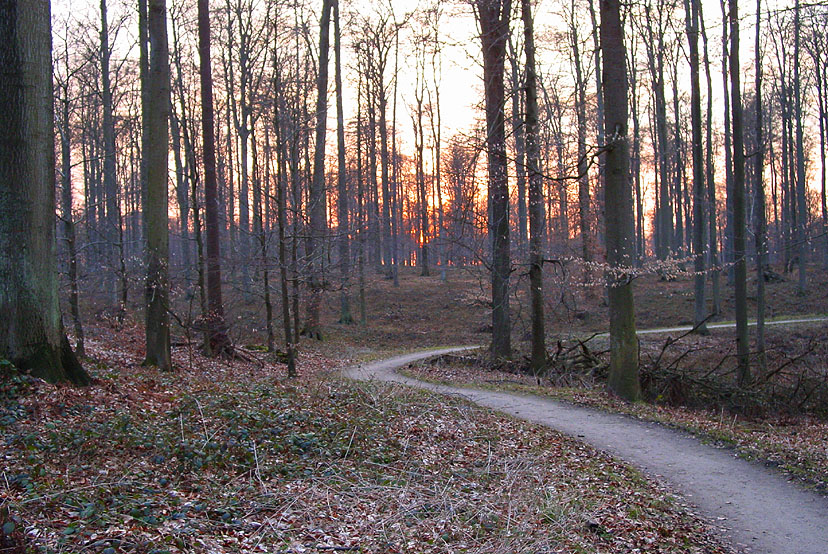
Суанський ліс восени.

Ліс, розташований біля Брюссельського столичного регіону з населенням 1,2 млн осіб, зазнає значного антропогенного впливу, адже щорік його відвідують мільйони людей.

## Історія
Суанський ліс являє собою лише невелику частину колись великого пралісу, що пролягав від річки Самбр до річки Шельди. Суанський ліс зменшився до сучасних розмірів на початку 20 століття. Уперше люди поселилися в цій місцевості за неоліту, 4000 — 5000 років тому. У цьому давньому лісі проживало одне з племен белгів — нервії. Тут вони чинили великий опір римським завойовникам і в середині І ст. до н. е. зазнали поразки від легіонів Юлія Цезаря.
За часів Римської імперії в лісі було розвинене виробництво деревного вугілля, тому він мав назву «сільва карбонарія» — «вугільний ліс».
У 10 столітті, коли було засновано Брюссель, ліс став його мешканцям джерелом кормів для худоби, палива й будівельного матеріалу. У 13 столітті з'явилися перші закони, що регулювали користування лісом. У 13 столітті ліс став власністю герцогів Брабанту. У 15 столітті ліс славився серед європейських монархів як чудове місце для полювання. [джерело?] У 18 столітті площа лісу скоротилася на 1000 га. Австрійський уряд відновив ліс на цій території, висадивши тут переважно бук.
У 14 і 15 століттях у лісі було засновано кілька монастирів.
Тут відбувалося багато сутичок між французькими та іспанськими військами під час війни Аугсбурзької ліги (1688—1697). Серед загонів, що орудували в лісі, одним з найвідоміших був загін ватажка Жака Пастура (1659—1723) (фр. Jacques Pastur) на прізвисько Жако (Jaco), уродженця тутешніх місць, який перебував на службі в іспанській армії. 1705 року за наказом штатгальтера Іспанських Нідерландів Максиміліана ІІ в лісі було збудовано редут, прозваний за ім'ям Пастура Фортом Жако (фр. Fort Jaco). Форт було збудовано з метою створення перепон для французів на під'їздах до Брюсселю. Він був демонтований 1820 року.
Наприкінці 18 століття, під час французького панування в Бельгії (1795—1815) після Французької революції, усі монастирі, що були розташовані в лісі, були розпущені, від них до сьогодні залишилися лише розкидані по лісу фрагментарні залишки. Серед них є залишки будівель Грюнедальського монастиря, заснованого августинцями в 14 столітті містиком Іоганном ван Рюйсбруком. Будівлі цього монастиря, які можна побачити в лісі, відносяться до 18 століття.
Під час французького панування в Бельгії уряд розмежував ліс і розподілив поміж навколишніми містами й селами. Дуб із лісу в цей час ішов на будівництво військових кораблів. Під час перебування Бельгії в складі Об'єднаного королівства Нідерландів (1815—1830) ліс було передано в користування приватних власників. 1842 року ліс перейшов у державну власність, його використання було передано Службі водних ресурсів і лісів (фр. Office des Eaux et des Forêts).
У 19 столітті Суанський ліс займав площу втричі більшу від своєї сучасної (на початок ХХІ століття), у ньому було багато озер і струмків, більша частина яких щезла через антропогенні фактори. Вирубці лісу сприяло зростання комун, розташованих біля Брюсселю.

## Флора
У лісі домінує бук. Середній вік буків становить 140 років. У лісі нараховується близько 35000 високих дорослих дерев, або приблизно 7 високих дерев на 1 гектар, що аналогічно концентрації таких дерев у первісних лісах. Висота буків сягає 50 метрів. Окрім буку, тут зростають дуб скельний, береза, клен, липа та граб.

## Ліс у мистецтві
Суанський ліс надихав багатьох фламандських художників. Трьох фламандських художників — Лодевейка де Ваддера, Жака д'Артуа і Лукаса Ахтсхеллінка — часто називають «художниками Суанського лісу» через особливе місце його в творчості цих художників. Він також займає значне місце в творчості Франса Ваутерса, Корнеля Гюїсманса, Бернарда ван Орлея та багатьох інших.

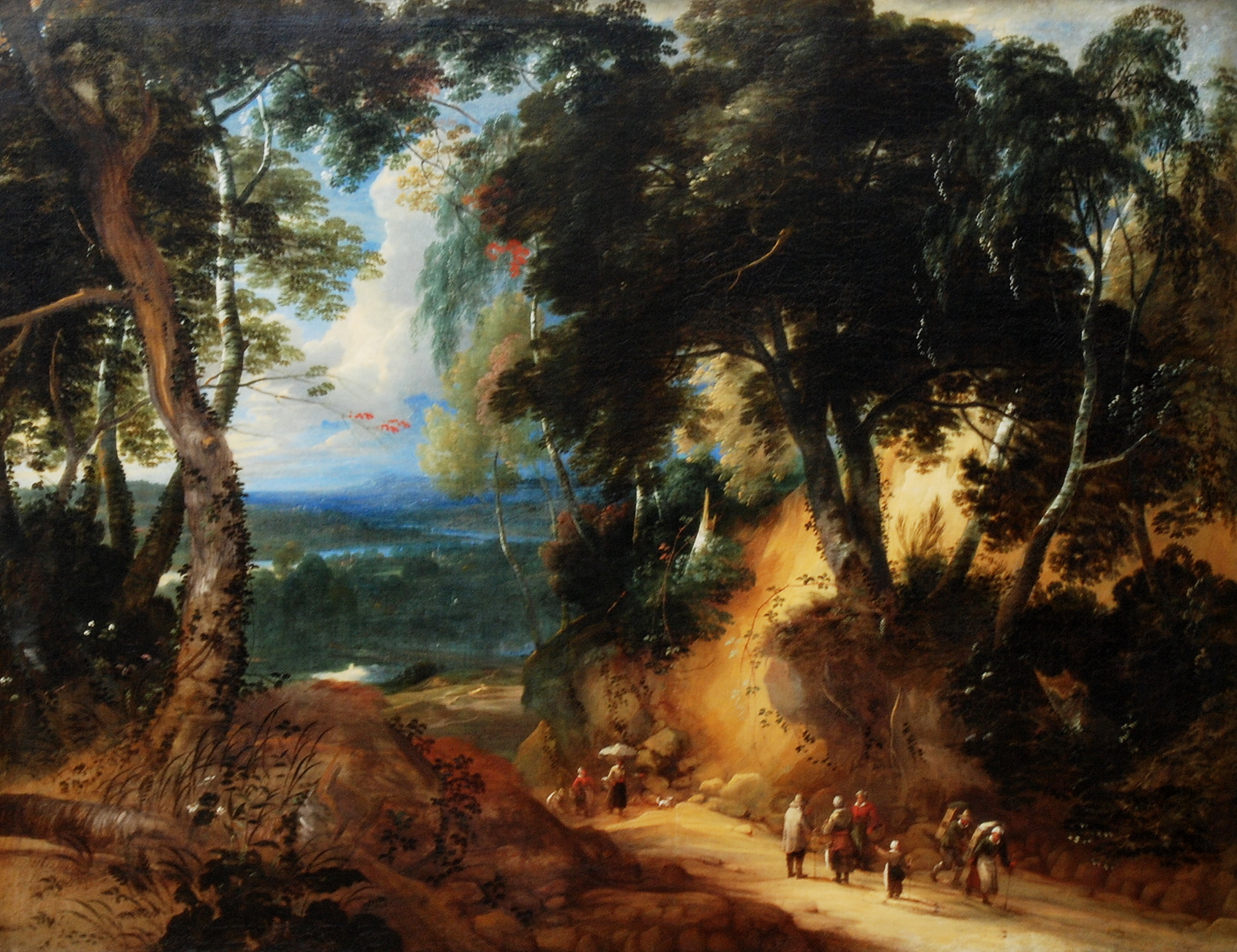
Лодевейк де Ваддер. Суанський ліс із крамарями-розносниками.
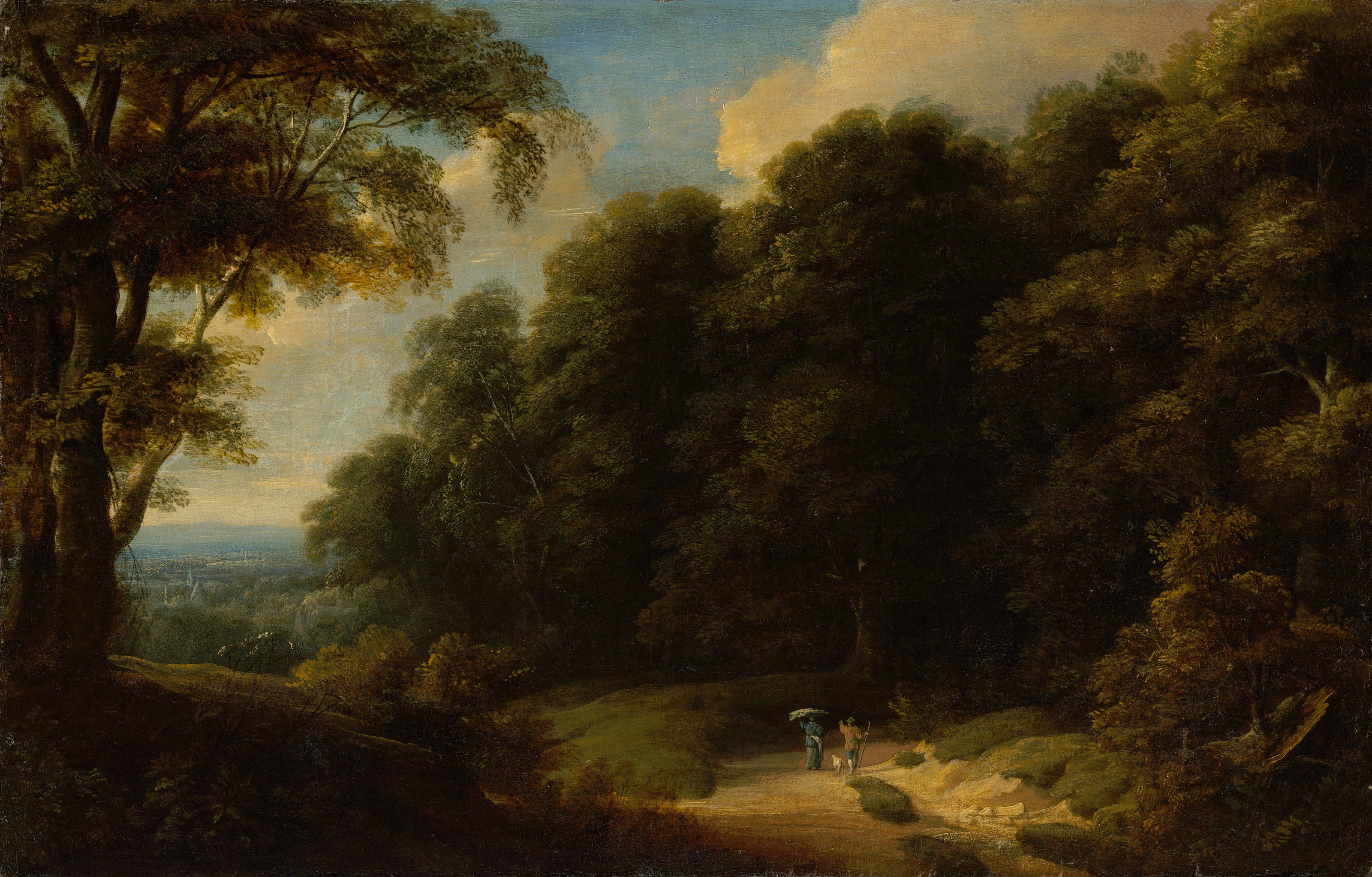
Лукас Ахтсхеллінк. Суанський ліс із подорожниками на стежці.
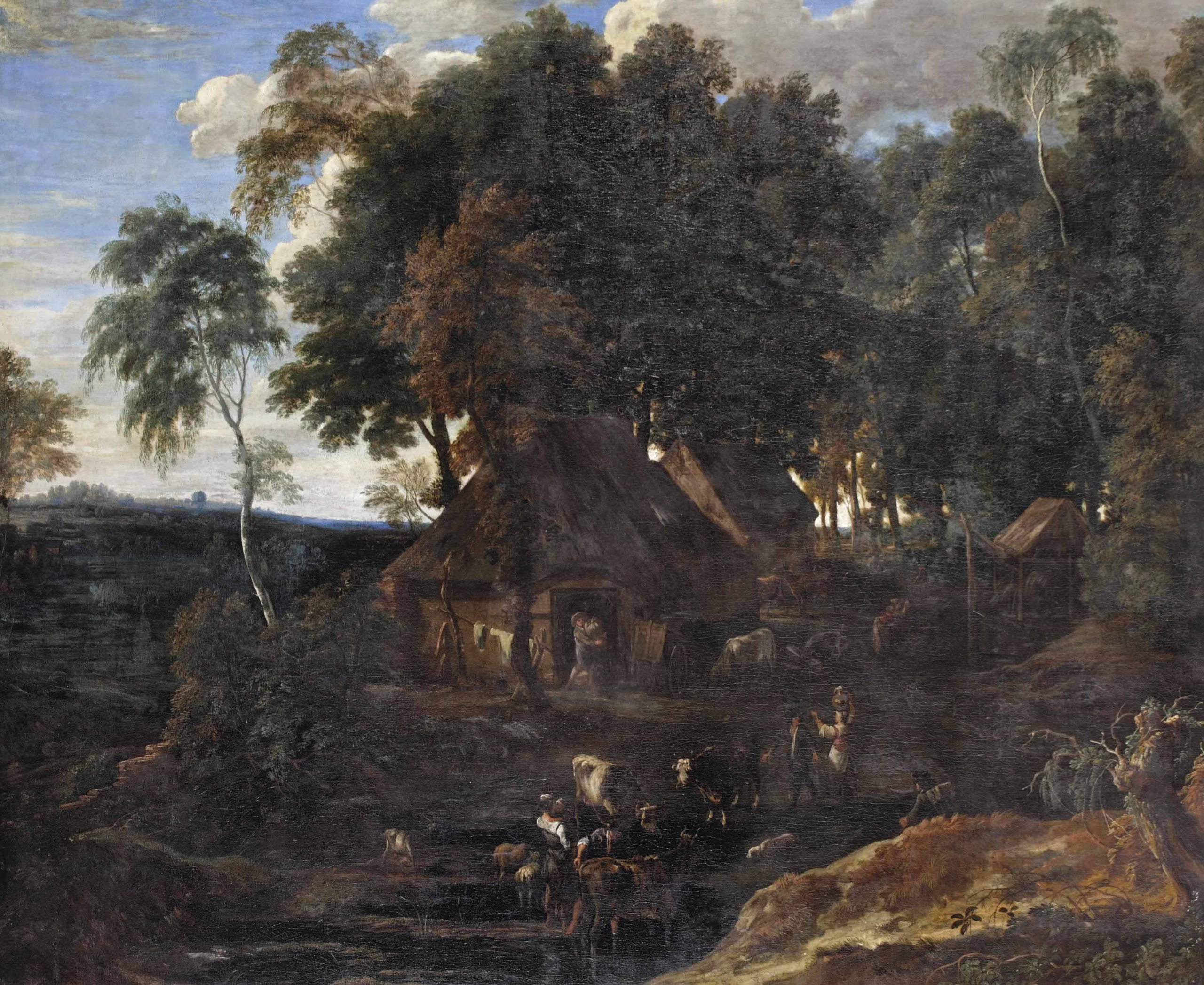
Жак д'Артуа. Суанський ліс із селянським господарством, селянами, коровами й козами біля водопою.